# Notiosorex evotis
Notiosorex evotis is een zoogdier uit de familie van de spitsmuizen (Soricidae). De wetenschappelijke naam van de soort werd voor het eerst geldig gepubliceerd door Coues in 1877.

## Voorkomen
De soort komt voor in Mexico.